# يوهانس بيتر مولر
يوهانس مولر (بالألمانية: Johannes Peter Müller )‏ (و. 1801 – 1858 م) هو أحيائي، وعالم تشريح، وعالم، وعالم أسماك، وأستاذ جامعي، من ألمانيا، ولد في كوبلنس، وكان عضوًا في الجمعية الملكية، والأكاديمية الملكية الدنماركية للعلوم والآداب، والأكاديمية البروسية للعلوم، والأكاديمية الروسية للعلوم، والأكاديمية الملكية السويدية للعلوم، والأكاديمية الأمريكية للفنون والعلوم، والأكاديمية الألمانية للعلوم ليوبولدينا، توفي في برلين، عن عمر يناهز 57 عاماً.

## التعليم
تعلم في جامعة بون.

## مناصب وهيئات
أدار جامعة بون، وجامعة هومبولت في برلين.

## جوائز
حصل على جوائز منها:
- وسام كوبلي (1854)
- وسام الاستحقاق
- وسام الاستحقاق للفنون والعلوم
- النيشان البافاري الماكسيميلياني للعلوم والفن.

## روابط خارجية
- يوهانس بيتر مولر على موقع الموسوعة البريطانية (الإنجليزية)
- يوهانس بيتر مولر على موقع الموسوعة البريطانية (الإنجليزية)